# 曾天賜
曾天賜（Gary Tseng，1958年3月10日—），前任中華民國對外貿易發展協會副董事長，因為2006年國務機要費案遭緩起訴處分，也在陳水扁擔任台北市長期間歷經「澳門事件」。